# ヒルベルトの第3問題
ヒルベルトの第3問題（ヒルベルトのだい3もんだい、英: Hilbert's third problem）は1900年に提出された問題で、ヒルベルトの23の問題のうち最も早く解決されたものである。問題は次の問いと関係している：「同体積の多面体が2個与えられたとき、一方を有限個の多面体に切断して組み換えることで、他方を作ることは常に可能か？」
これに先立つカール・フリードリヒ・ガウスの記述に基づき、ヒルベルトはこの操作は常に可能とは限らないと予想した。これはその年の内に、教え子のマックス・デーンにより実証された。デーンは反例を構成することで、この問いの答えは一般的には "no" であることを証明したのである。
2次元の多角形に対する同様の問いの答えは "yes" であることが長く知られていた（ボヤイの定理）。
ヒルベルトとデーンの知らぬことだったが、同問題は1882年のクラクフ芸術科学アカデミーの数学コンテストにおいて Władysław Kretkowski によって出題されており、Antoni Birkenmajer がデーンとは異なる解法を与えていた。Birkenmajer はこの結果を公刊せず、彼の解法が含まれる元の手稿は後年になって再発見された。

## 歴史および動機
角錐の体積を求める公式が
{\displaystyle {\frac {{\text{base area}}\times {\text{height}}}{3}}}
であることはユークリッドに知られていたが、そのいかなる証明にも、なんらかの極限操作・微積分（とりわけ取り尽くし法）、より現代的な形式ではカヴァリエリの原理が含まれていた。平面幾何での類似の公式はより初等的な手段で行える。ガウスは、クリスチャン・ルートヴィヒ・ゲーリングへ宛てた2通の書簡の中でこの欠陥を残念がっていた（ゲーリングは2個の互いに鏡像である四面体が有限個の分割により一方から他方へ組み換えられることを証明した数学者である）。 
ガウスの書簡がヒルベルトの動機付けになった。「体積の同一性を、初等的な切断と貼り付けだけで証明できるだろうか？」もしできないのであれば、ユークリッドの角錐の公式の証明も、やはり初等的にはできない。

## デーンの解答
デーンの証明は、抽象代数学によって幾何学上の不可能性が示される一例である。他の例には立方体倍積問題や角の三等分問題がある。
2個の多面体があり、一方を有限個の多面体に切断して組み換えることで他方を作ることが可能なとき、これらは分割合同（scissors-congruent）であると言う。分割合同な2個の多面体の体積が等しいことは自明であり、ヒルベルトが問うたのはこの逆である。
任意の多面体 P に対し、デーンは現在デーン不変量と呼ばれているある量 D(P) を定義し、以下の性質を持つようにした：
- P がある平面で2個の多面体 P1 と P2 に切断されたとすると、D(P) = D(P1) + D(P2) である。

これより、
- P が n 個の多面体 P1,...,Pn に切断されたとすると、D(P) = D(P1) + ... + D(Pn)

が成り立つ。特に、
- もし2個の多面体が分割合同であれば、それらのデーン不変量は一致する。

デーンは次に、正六面体のデーン不変量は常に0である一方、正四面体のデーン不変量は常に0以外の値となることを示し、先述の主張を立証した。
多面体の不変量は辺長と二面角に基づいて定義される。多面体が切断されるとき、いくつかの辺も2つに切断され（これらはデーン不変量に対し辺長に比例した寄与をしていなければいけない）、もし切断面がある辺を含むなら、対応する面の角は2つに分割される。切断によって通常は新しい辺や角が生まれるが、これらのデーン不変量への寄与はちょうど打ち消し合うよう定義をしなくてはならない。ある面が2つの面に分かれるとき、新たに生じる二面角の和は必ず π に等しいことから、π の整数倍の加減による寄与がトータルでゼロになるように不変量を定義することにする。
以上全ての要請は、D(P) を実数体 R と 剰余加群 R/(Qπ) のテンソル積として定義することで実現できる。このテンソル空間では、第2成分が π の有理数倍である元はゼロである。第3問題の解決のためだけならば有理整数環 Z 上のテンソル積を考えれば事足りるが、次節で述べる第3問題の逆の証明はより困難でベクトル空間の性質を必要とするため、その場合は有理数体 Q 上のテンソル積と考える必要がある。
ℓ(e) を辺 e の長さ、θ(e) をこの辺を共有する二面のなす角（単位はラジアン）とする。このときデーン不変量を
{\displaystyle \operatorname {D} (P)=\sum _{e}\ell (e)\otimes (\theta (e)+\mathbb {Q} \pi )}
と定義する。ここで和は多面体 P の全ての辺 e にわたってとるものとする。

## より進んだ内容
上記のデーンの定理に照らして考えると、次の疑問が浮かぶ：「多面体が分割合同であるのはどのようなときか？」
ジャン＝ピエール・シドラーは、2個の多面体が分割合同であるのは、それらの体積とデーン不変量がいずれも等しいとき、かつそのときに限ることを証明した（1965年）。ボルゲ・ジェッセンは後にシドラーの結果を4次元空間にまで拡張した。1990年 Dupont と Sah は、命題をある古典群のホモロジーに関するものだと解釈し直すことで、シドラーの結果のより簡単な証明を与えた。
1980年、Debrunner は3次元空間の周期的な空間充填ができる多面体のデーン不変量は必ず0であることを証明した。
ジェッセンはまた、彼の結果が球面幾何学や双曲幾何学においても正しいかどうかを問うた。これらの幾何学においてもデーンの手法は通用し、2個の「多面体」が分割合同であればデーン不変量が等しいことが分かっている。ところが、これらの空間での体積とデーン不変量がいずれも等しい2個の多面体が分割合同かどうかは未だに解決されていない。

## 本来の問題
ヒルベルトが元々提出していた問題は次の通りであった：「底面積と高さの等しい二つの四面体 T1,T2 は常に分割合同か？」
もしこの問いの答えが "yes" だと仮定すれば、任意の四面体は底面が同一で高さが 1/3 の三角柱と分割合同になることが示せる。また一般に、同体積の任意の2柱体は常に分割合同であることもわかる（2次元の場合のボヤイの定理より）。ところがデーンの論証により、同体積の正四面体と正六面体は分割合同でない。よってヒルベルトの元々の問題も否定的に解決された。